# Czeskie schronisko na Spodnjich Ravnich
Czeskie schronisko na Spodnjich Ravnich (słoweń. Češka koča na Spodnjih Ravneh) – schronisko turystyczne położone w kotlinie Spodnje Ravni nad przepastnym zboczem Ravenskiej Kočny, pod północną ścianą Grintovca i Dolgiego hrbtu. Wybudowała je czeska sekcja Słoweńskiego towarzystwa Górskiego (SPD) z Pragi w 1990, skąd pochodzi nazwa. Na początku lat 70. XX wieku zostało wyremontowane i unowocześnione, ale zachowało styl czeskiego budownictwa ludowego. Zarządza nią PD (Towarzystwo Górskie) Jezersko. Leży na trasie Słoweńskiego Szlaku Górskiego.
Gospodarz schroniska, Tone Karničar, jest kuzynem słoweńskiego narciarza, Davorina Karničara.

## Dostęp
- 2 h: ze Zgornjego Jezerska (Spodnji kraj)
- 2,30 h: ze Zgornjego Jezerska (Zgornji kraj), koło dolnej stacji towarowej kolejki linowej
- 2,30 h: ze Zgornjego Jezerska (Zgornji kraj), koło Štularjevej planiny

## Sąsiednie obiekty turystyczne
- 4,30 h: do Cojzovego schroniska na Kokrskiej Przełęczy (1793 m), przez Dolšką škrbinę
- 4 h: do Cojzovego schroniska na Kokrskiej Przełęczy (1793 m), przez Mlinarską Przełęcz
- 1 h: do Kranjskiego schroniska na Ledinah (1700 m)
- 3,30 h: Grintovec (2558 m), przez Mlinarską Przełęcz
- 4 h: Grintovec (2558 m), przez Dolšką škrbinę
- 3,30 h: Jezerska Kočna (2540 m) (szlak nosi imię Franca Kremžara – gospodarza z Jezerska, który go odkrył na początku XX wieku)
- 3,30 h: Skuta (2532 m), pod grzbietem Dolgiego hrbtu
- 4 h: Skuta (2532 m), przez Dolgi hrbet